# Pflaumentoffel

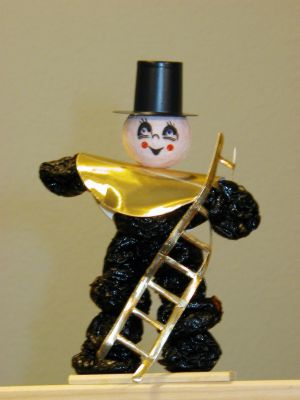
Pflaumentoffel

Der Pflaumentoffel (etymologisch wahrscheinlich auf Toffel in der Bedeutung „dummer, unbeholfener Mensch“ zurückgehend) ist eine aus getrockneten oder Backpflaumen gefertigte, essbare Figur, die von Bäckereien, Konditoreien und Lebkuchenherstellern für Kinder produziert wird. Die Süßigkeit ist durch den Verkauf auf dem Dresdner Striezelmarkt bekannt geworden.
In Franken werden ähnliche Figuren Zwetschgenmännla genannt, in Bayern Zwetschgenmanndl, in anderen Gegenden Pflaumenmännchen oder Zwetschgenmännchen. In Österreich sind sie als Zwetschgenkrampus bekannt.

## Varianten und Verbreitung

### Pflaumentoffel
Der Pflaumentoffel ist nach dem Vorbild eines Schornsteinfegers gestaltet. Er besteht aus ca. 14 getrockneten oder gebackenen Pflaumen, Holzstäbchen, einer bemalten Papierkugel als Kopf, einem Pappzylinder als Kopfbedeckung sowie einem Schulterumhang und einer Leiter aus Papier, die mit Metallfolie bezogen sind.

### Zwetschgenmännla und Zwetschgenweibla

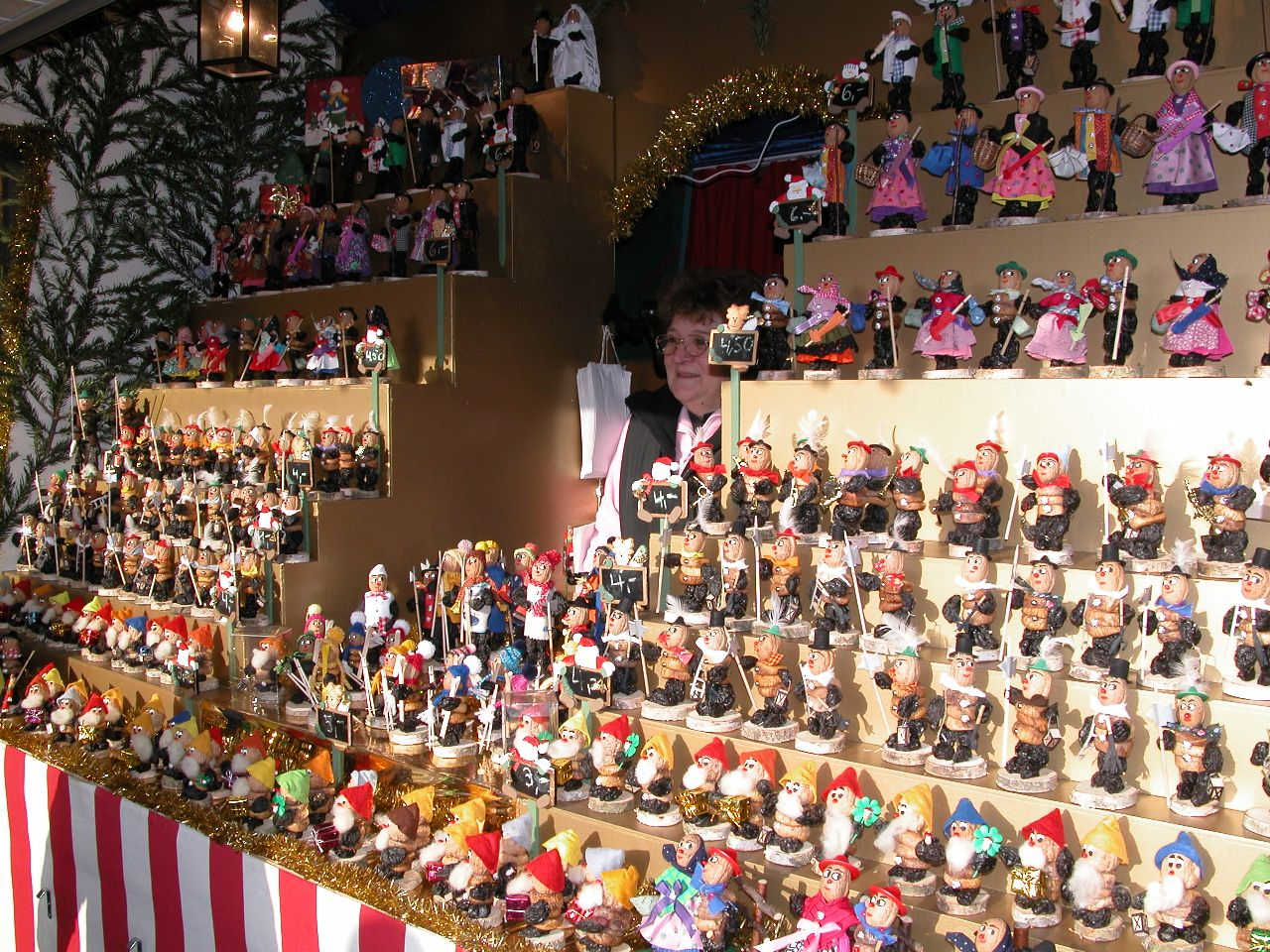
Zwetschgenmännla auf dem Nürnberger Christkindlesmarkt

Bei den Zwetschgenmännla wird der Kopf von einer Walnuss und der Körper durch Feigen dargestellt – nur Arme und Beine werden durch Zwetschgen verkörpert. Das Gerüst bilden zwei Drähte. Früher hatten sie einen spitzen Hut auf und trugen einen Bauchladen, inzwischen werden sie mit Stoffresten bekleidet. Neben dem Schornsteinfeger gibt es kaum ein Thema, das nicht dargestellt wird und es gibt längst auch Zwetschgenweibla.
Zwetschgenmännla gelten für den Nürnberger Christkindlesmarkt als Hauptmitbringsel. Übers ganze Jahr werden die kleinen Figuren produziert und dann in der Vorweihnachtszeit an die Marktgäste verkauft. Am Nikolaustag 2000 wurde ein Zwetschgenmännla-Tanz auf der Bühne vor der Frauenkirche aufgeführt.
Zwetschgenmännla werden auch im übrigen Franken und in Bayern traditionell auf Weihnachtsmärkten verkauft. Sie sind meist etwa 15 Zentimeter groß und stellen Schornsteinfeger, Könige oder Märchenfiguren dar.

### Quetschemännche
In Frankfurt am Main ist das Quetschemännche seit dem 19. Jahrhundert bekannt und wird vor allem auf dem Frankfurter Weihnachtsmarkt verkauft. Dem Brauch nach schickten junge Männer ihren Angebeteten ein Quetschemännche als Liebesgruß. Hat die junge Frau das Quetschemännche behalten, konnte sich der Verehrer Hoffnungen machen. Wurde es jedoch zurückgeschickt, hat er einen Korb bekommen. Heute gibt es auf dem Frankfurter Weihnachtsmarkt neben dem Quetschemännche auch das „Quetscheweibche“.

### Zwetschgenkrampus
In Österreich, z. B. auf dem Weihnachtsmarkt in Salzburg, werden diese Männchen als Zwetschgenkrampus angeboten. Hier stellen sie den Krampus dar.

## Geschichte
Der Pflaumentoffel lehnt sich an das Vorbild der sieben- bis achtjährigen, meist aus Waisenhäusern kommenden Knaben an, die durch kurfürstlich-sächsische Genehmigung von 1653 durch die Essenkehrermeister beschäftigt werden konnten. Die Aufgabe der Kinder bestand im Durchkriechen und Reinigen der hohen und engen Schlote städtischer Bürgerhäuser. Dies ist ein frühes Beispiel für staatlich geduldete Kinderarbeit.
Belegt ist der Pflaumentoffel als „Männlein aus Backpflaumen“ zu Weihnachten 1801. Im 19. Jahrhundert waren es wiederum Kinder, die „Striezelkinder“, die, mit einem Bauchladen ausgestattet, selbstgebastelte Pflaumentoffel auf sächsischen und erzgebirgischen Weihnachtsmärkten anboten. 1910 wurde der kindliche Verkaufshandel untersagt.
Der Pflaumentoffel als Glückssymbol entspricht einer Umdeutung des aus heutiger Sicht schlimmen Themas Kinderarbeit durch den Volkshumor und verschiedene Weihnachtsbräuche. Er erinnert an die Schornsteinfeger als Glückssymbole und an die Parallele im Brauchtum, dass auch der Nikolaus in manchen Gegenden Europas durch den Schlot oder Kamin kommt oder Strümpfe am Kamin angebracht werden, die mit Süßigkeiten gefüllt werden sollen. Denkbar ist auch die pädagogische Absicht, Kinder bei Ungehorsam an den sogenannten schwarzen Mann zu erinnern.

## „Pflaumentoffel“ als Schimpfwort
Im 19. Jahrhundert erhielt das Wort Pflaumentoffel im ostmitteldeutschen Raum umgangssprachlich die weitere Bedeutung von „Trottel“ oder „Stoffel“, insbesondere für Kinder (als Beschimpfung oder auch scherzhaft gemeint).